# Rope (Cheshire)
Pour les articles homonymes, voir Rope.
 (février 2025).
Si vous disposez d'ouvrages ou d'articles de référence ou si vous connaissez des sites web de qualité traitant du thème abordé ici, merci de compléter l'article en donnant les références utiles à sa vérifiabilité et en les liant à la section « Notes et références ».
Rope est une paroisse civile d'Angleterre située dans le comté de Cheshire avec des habitations éparses. Dans la partie nord de la paroisse se trouve un développement résidentiel adjacent au village de Wistaston. Le chemin de fer entre Crewe et Shrewsbury traverse le territoire de la paroisse, ainsi que deux sections de l'autoroute A500 et la route entre Wistaston et Shavington. L'école sécondaire de Shavington et l'école primaire de Wistaston sont situées sur le territoire de Rope.

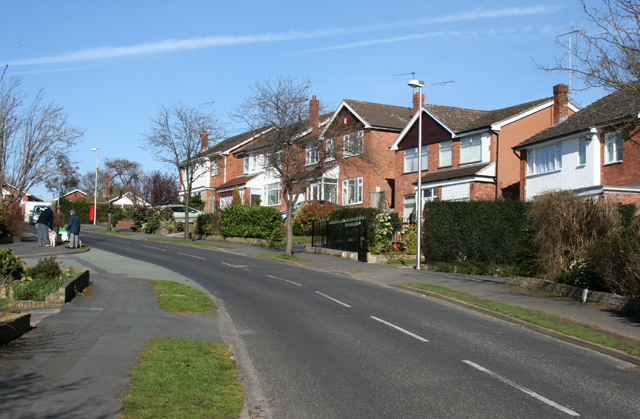
zone de logement au nord du Rope